# Greatwood (Texas)
Greatwood es un lugar designado por el censo ubicado en el condado de Fort Bend en el estado estadounidense de Texas. En el Censo de 2010 tenía una población de 11.538 habitantes y una densidad poblacional de 1.622,3 personas por km².

## Geografía
Greatwood se encuentra ubicado en las coordenadas 29°33′4″N 95°40′10″O / 29.55111, -95.66944. Según la Oficina del Censo de los Estados Unidos, Greatwood tiene una superficie total de 7.11 km², de la cual 6.97 km² corresponden a tierra firme y (1.93%) 0.14 km² es agua.

## Demografía
Según el censo de 2010, había 11.538 personas residiendo en Greatwood. La densidad de población era de 1.622,3 hab./km². De los 11.538 habitantes, Greatwood estaba compuesto por el 77.56% blancos, el 8.03% eran afroamericanos, el 0.2% eran amerindios, el 10.3% eran asiáticos, el 0% eran isleños del Pacífico, el 1.53% eran de otras razas y el 2.38% pertenecían a dos o más razas. Del total de la población el 10.58% eran hispanos o latinos de cualquier raza.

## Educación

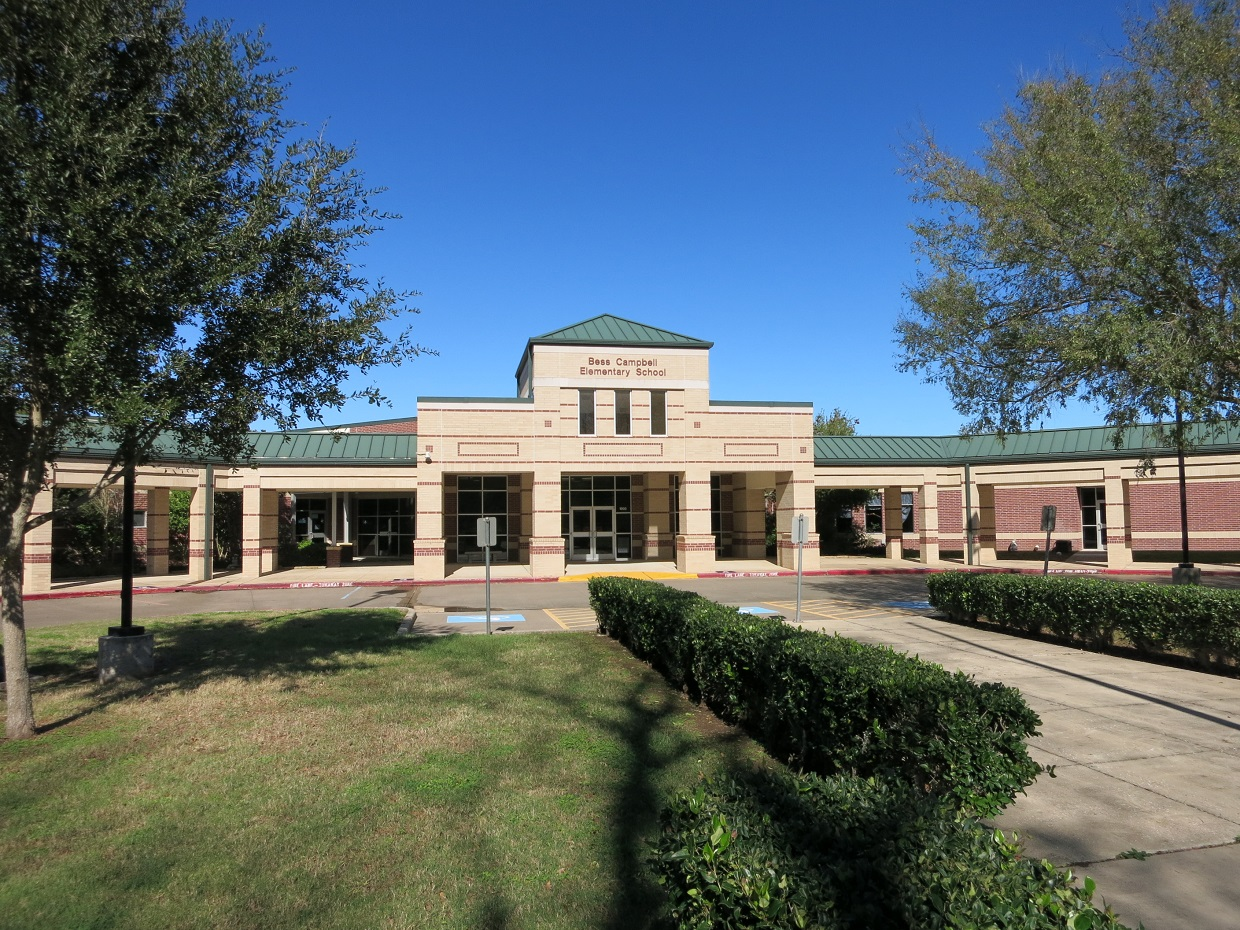
Escuela Primaria Bess Campbell en Greatwood

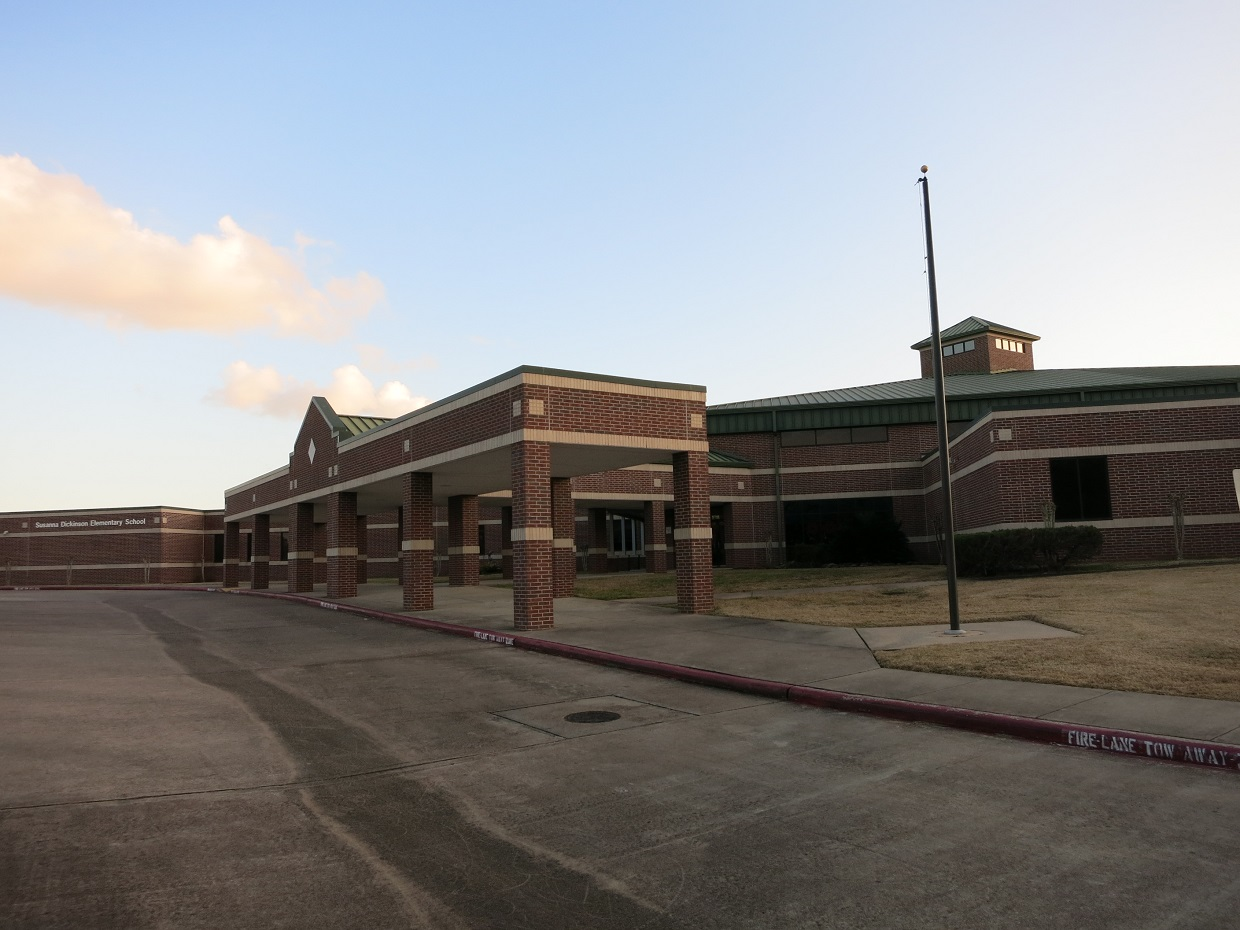
Escuela Primaria Susanna Dickinson en Greatwood

El Distrito Escolar Consolidado Independiente Lamar gestiona escuelas públicas.
Dos escuelas primarias sirven a Greatwood:
- Escuela Primaria Bess Campbell
- Escuela Primaria Susanna Dickinson

Una área al sur de Greatwood tiene una escuela secundaria (middle school) y una escuela preparatoria (high school) que sirven a Greatwood. La Escuela Preparatoria George Ranch sirve a Greatwood.